# Una faccia in prestito
Una faccia in prestito – album studyjny włoskiego piosenkarza i kompozytora Paolo Conte. Jest autorem słów i muzyki do utworów. Płyta została wydana przez wytwórnię płytową Compagnia Generale del Disco (CGD) w roku 1995.

## Spis utworów
1. Epoca
2. Elisir
3. Fritz
4. Un fachiro al cinema
5. Teatro
6. Sijmadicandhapajiee
7. Le tue parole per me
8. Quadrille
9. Una faccia in prestito
10. Don't Throw It In The W.C.
11. Danson metropoli
12. Il miglior sorriso della mia faccia
13. La zarzamora
14. Vita da Sosia
15. Cosa sai di me?
16. Architetture lontane
17. L'incantatrice